# Robert Moldoveanu
Robert Moldoveanu (n. 8 martie 1999, București, România) este un fotbalist român, care joacă pe post de atacant la Argeș în Liga a II-a. Pe plan internațional, are prezențe la națională pentru România Sub-17 și România Sub-19.